# Interny
Interny (en russe : Интерны) est une série télévisée russe, créée par Viatcheslav Dousmoukhametov et diffusée du 29 mars 2010 au 25 février 2016 sur TNT. 

## Fiche technique
- Titre original : Интерны
- Réalisation : Maxime Pejemski, Zaour Bolotaïev
- Musique : Promuse, Sedye Solovi, Mr. Bocha
- Pays d'origine : Russie
- Format : Couleurs - 35 mm - Mono
- Genre : comédie
- Durée : 14 saisons
- Date de sortie : 2010

## Distribution (dans l’ordre du générique)
- Ivan Okhlobystine : Andreï Bykov
- Svetlana Kamynina : Anastassia Kissegatch
- Vadim Demtchog : Ivan Koupitman
- Azamat Moussagaliev : Timour Alabaïev
- Dmitri Charakois : Boris Levine
- Kristina Asmous : Varvara Tchernouss
- Ilia Glinnikov : Gleb Romanenko
- Alexandre Iline : Semion Lobanov
- Odin Biron : Phil Richards
- Yana Gourianova : Polina Oulianova
- Alexandre Liapine : Alexeï Maltsev
- Ilia Chidlovski : Maxime Korneïev
- Aglaïa Tarassova : Sofia Kalinina
- Svetlana Permiakova : Liouba
- Ioulia Nazarenko-Blagaïa : Margarita Koroliova